# Futurologia

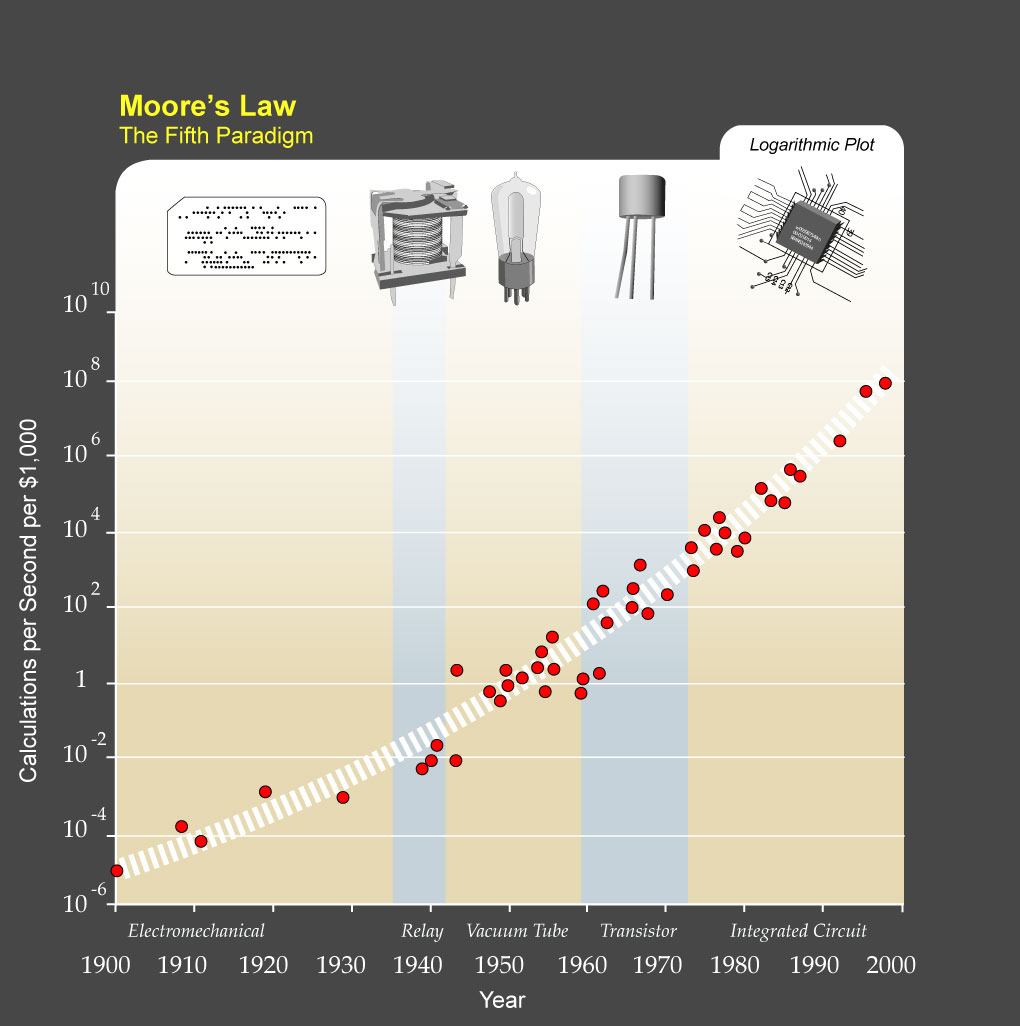
Lei de Moore, desenvolvida a partir da tendência histórica da indústria de microchips e processadores.

Futurologia, futurismo tecnológico ou Estudos de Futuros (em inglês:  Future Studies) é um termo guarda-chuva usado para designar campos interdisciplinares de estudos que buscam analisar tendências com o objetivo de antecipar eventos ou contextos prováveis, possíveis ou preferíveis.
Os objetivos específicos dos Estudos de Futuros são variados, podendo ter como foco intervenções orientadas em relação à degradação ambiental iminente, às mudanças nas relações sociais ou o simples desenvolvimento das organizações frente as mudanças tecnológicas. Os Estudos de Futuros fazem uso de vários ramos das ciências sociais, exatas e biológicas, a depender do objetivo. Por se tratar de um gênero multidisciplinar, a futurologia incorpora diferentres abordagens, como a Prospectiva (em inglês:  Foresight).
Muito em função de sua abrangência e da percepção de que há uma estocasticidade na sucessão dos eventos, o campo já foi definido como pseudociência. Críticos lembram que não é um conhecimento aberto à falseabilidade, exceto quando envolve a estipulação de datas para as previsões  feitas. Mais recentemente, avanços metodológicos elevaram a percepção de valor dessa linha de conhecimento Uma das suas principais linhas de desenvolvimento da atualidade envolve o uso de algoritmos de inteligência artificial para ajudar os futurista a fazerem previsões sobre o que irá acontecer meses ou mesmo anos à frente.
O interesse pela futurologia cresceu significativamente nas últimas décadas, junto a uma ampla gama de terminologias utilizadas recentemente, como "futurismo", "futurismo metodológico", "cenários prospectivos", "previsão estratégica", "cenários futuros" e outros mais, às vezes usados como sinônimos e às vezes como formas de especificar as metodologias utilizadas.

## Disciplinas
A sigla STEEP é comumente usada para designar os campos analisados pelos Estudos de Futuros:
- S: Social
- T: Tecnológico
- E: Econômico
- E: Environmental (em português:  ambiental)
- P: Político

A construção de um bom trabalho de futurologia depende assim da transversalidade da sua pesquisa.

## Trabalhos significativos
A Associação para Futuristas Profissionais reconhece os trabalhos mais significativos com o objetivo de identificar e recompensar o trabalho de profissionais prospectivos.
| Author                               | Title                                                                         |
| ------------------------------------ | ----------------------------------------------------------------------------- |
| Bertrand de Jouvenel                 | L’Art de la conjecture (The Art of Conjecture), 2008                          |
| Donella Meadows                      | The Limits to Growth, 2008                                                    |
| Peter Schwartz                       | The Art of the Long View, 2008                                                |
| Ray Kurzweil                         | The Age of Spiritual Machines: When Computers Exceed Human Intelligence, 2008 |
| Jerome C. Glenn & Theodore J. Gordon | Futures Research Methodology Version 2.0, 2008                                |
| Jerome C. Glenn & Theodore J. Gordon | The State of the Future, 2008                                                 |
| Jared Diamond                        | Collapse: How Societies Choose to Fail or Succeed, 2008                       |
| Richard Slaughter                    | The Biggest Wake up Call in History, 2012                                     |
| Richard Slaughter                    | The Knowledge Base of Futures Studies, 2008                                   |
| Worldwatch Institute                 | State of the World, 2008                                                      |
| Nassim Nicholas Taleb                | The Black Swan: The Impact of the Highly Improbable, 2012                     |
| Tim Jackson                          | Prosperity Without Growth, 2012                                               |
| Jørgen Randers                       | 2052: A Global Forecast for the Next Forty Years, 2013                        |
| Stroom den Haag                      | Food for the City, 2013                                                       |
| Andy Hines & Peter C. Bishop         | Teaching About the Future, 2014                                               |
| James A. Dator                       | Advancing Futures - Futures Studies in Higher Education                       |
| Ziauddin Sardar                      | Future: All that Matters, 2014                                                |
| Emma Marris                          | Rambunctious Garden: Saving Nature in a Post-Wild World, 2014                 |
| Sohail Inayatullah                   | What Works: Case Studies in the Practice of Foresight, 2016                   |
| Dougal Dixon                         | After Man: A Zoology of the Future                                            |

## Livros consagrados
| - Visions: How Science Will Revolutionize the 21st Century (Michio Kaku) - Physics of the Impossible (Michio Kaku) - Physics of the Future: How Science Will Shape Human Destiny and Our Daily Lives by the Year 2100 (Michio Kaku) - The Future of the Mind: The Scientific Quest to Understand, Enhance, and Empower the Mind (Michio Kaku) - The Age of Spiritual Machines: When Computers Exceed Human Intelligence (Ray Kurzweil) - The Singularity Is Near: When Humans Transcend Biology (Ray Kurzweil) - Abundance: The Future Is Better Than You Think (Peter Diamandis) - Brave New World (Aldous Huxley) - The Next 100 Years: A Forecast for the 21st Century (George Friedman) - Future Shock (Alvin Toffler) | - The Third Wave (Alvin Toffler) - Futurewise: Six Faces of Global Change (Patrick Dixon) - The Limits to Growth (Donella Meadows) - Our Final Hour (Martin Rees) - The Revenge of Gaia (James Lovelock) - The Skeptical Environmentalist (Bjørn Lomborg) - Creating Better Futures: Scenario Planning As A Tool For A Better Tomorrow (James Ogilvy) - Infinite Progress: How the Internet and Technology Will End Ignorance, Disease, Poverty, Hunger, and War (Byron Reese) - Paris au XXe siècle (Jules Verne) - Manifesto Comunista (Karl Marx e Friedrich Engels) - Future Primitive and Other Essays (John Zerzan) - An Anarchist FAQ (Iain McKay) - Looking Forward (Jacque Fresco) |